# Terminație Megaco
O Terminație este  o entitate logică pe un MG care inițiază sau oprește stream-uri de media și/sau de control. O Terminație este descrisă printr-un număr de Proprietăți caracteristice, care sunt grupate într-un set de Descriptori și care sunt incluse în comenzi. Terminațiile au identificatori unici (TerminationID-uri), asignate de către MG atunci când sunt create.

## Tipuri de terminații Megaco
- Terminațiile persistente (de obicei pentru circuite - numite și terminații fizice), reprezintă entitățile fizice care au o existență de durată îndelungată. Spre exemplu, o terminație reprezentând un canal TDM poate să existe atâta timp cât este necesar în cadrul gateway-ului. Terminațiile care reprezintă entitățile fizice există atâta timp cât sunt configurate în MG.

- Terminațiile efemere sunt terminațiile care reprezintă flow-uri temporare de informație (sesiuni create și distruse în timpul unui apel), precum o sesiune RTP.  Ele există de obicei numai pe durata întrebuințării acestora. Terminațiile efemere au o existență temporară și se identifică cu partea de IP. Terminațiile efemere sunt create prin intermediul folosirii comenzii Add. Ele sunt distruse prin folosirea comenzii Subtract. Spre deosebire de acestea, când o Terminație fizică este adăugată sau eliminată dintr-un  context este fie dusă, fie adusă, către Contextul Null.

Conceptul de terminații efemere este menit să găzduiască stream-urile RTP. El ușurează operarea unui stream RTP, prin faptul că devine similar cu operarea unei terminații fizice (persistentă) din cadrul MG. Din această cauză, adăugarea unui utilizator de Packet Data Network (PDN) la un apel telefonic este similar cu adăugarea unui utilizator al Switched Circuit Network (SCN).
- Terminația de multiplexare descrie tipul mutiplexului utilizat. Descriptorul Mux este folosit la acest capăt. Dacă se transportă mai multe media stram-uri, această Terminație conține mai mulți Descriptori de stream-uri.

## Concepte aplicabile Terminațiilor Megaco
- Semnale. Terminațiilor li se pot aplica semnalele.  Semnalele sunt media stream-uri generate de MG precum tonuri, anunțuri sau semnale de linie (ex:  hookswitch).
- Evenimente. Terminațiile pot fi programate să detecteze Evenimente. Evenimentele sunt apariții care declanșează mesaje de notificare către MGC, sau acțiuni ale MG.
- Statistici. Statisticile pot fi acumulate pe o terminație.  Statisticile sunt raportate de către MG către MGC la cererea acestuia. Acest lucru se face prin intermediul comenzii AuditValue) precum și automat de către GW, atunci când Terminația este scoasă din apelul în care se afla.
- Stream-uri. Gateway-urile Multimedia pot procesa media stream-uri multiplexate.
- Purtătoare mutiplexate. Terminațiile pot reprezenta niște purtătoare mutiplexate, precum  purtătoarea AAL de tip 2 ATM.  Atunci când o nouă purtătoare mutiplexată este necesară, o terminația efemera este creată într-un  context destinat acestui scop.  Când terminația este scoasă din context, putătoarea multiplexată este distrusă.

## Procesarea media stream-uri multiplexate
Recomandarea H.221 descrie un cadru pentru media stream-uri multiple, multiplexate pe mai multe canale digitale de 64 kbit/s.
Un astfel de caz este mânuit de modelul de conexiune Megaco  în următorul fel: 
- Pentru fiecare canal care transportă parți ale stream-urilor multiplexate există o terminație.
- Terminațiile care sunt originează/sfârșesc în canale digitale sunt conectate unei Terminații speciale numite Terminație de multiplexare.

Media stream-urile pot fi asociate cu stream-urile care originează/sfârșesc în alte terminații ale aceluiași Context.